# Hemithyrsocera ignobilis
Hemithyrsocera ignobilis es una especie de cucaracha del género Hemithyrsocera, familia Ectobiidae.

## Distribución
Esta especie se encuentra en India.